# Église de la Sainte-Trinité de Zasavica
Pour les articles homonymes, voir Église de la Sainte-Trinité.
L'église de la Sainte-Trinité de Zasavica (en serbe cyrillique : Српска православна црква Свете Тројице у Засавици ; en serbe latin : Srpska pravoslavna crkva Svete Trojice u Zasavici) est une église orthodoxe serbe située dans le village de Zasavica en Serbie, sur le territoire de la ville de Sremska Mitrovica et dans la province de Voïvodine. Elle est inscrite sur la liste des monuments culturels de grande importance de la république de Serbie (identifiant no SK 1316).

## Présentation

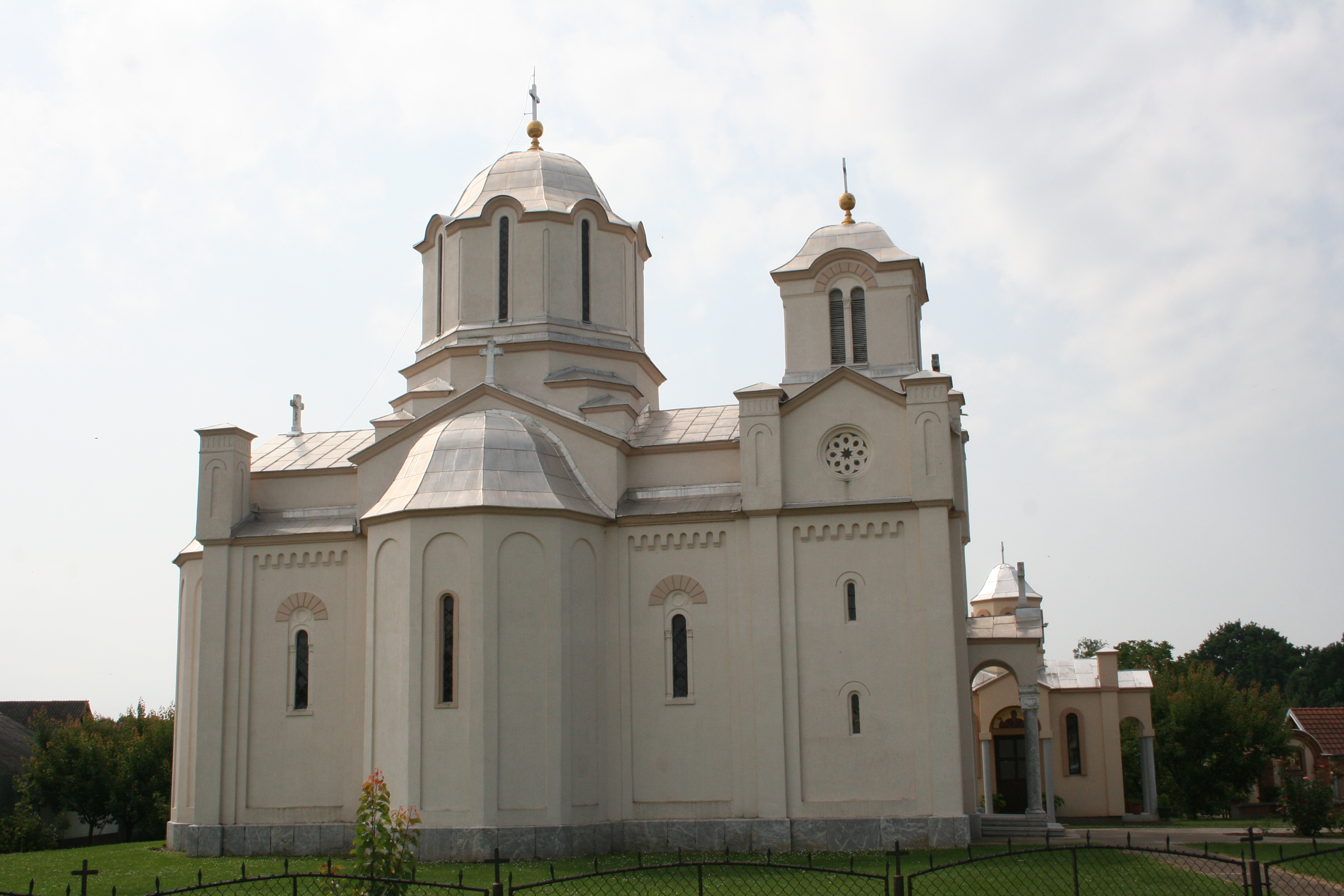
La façade nord de l'église.

L'église a été construite entre 1894 et 1899 dans un style néo-byzantin selon un projet de Svetozar Ivačković, l'un des architectes serbes les plus talentueux et les prolifiques en matière d'édifices religieux à la fin du XIXe siècle et au début du XXe siècle ; son idée était de mêler l'architecture serbe traditionnelle à des tendances plus récentes venues d'Europe centrale.
L'église est bâtie sur un plan tréflé avec des absides pentagonales à l'extérieur et demi-circulaires à l'intérieur ; au centre de l'édifice s'élève un dôme reposant sur un tambour octogonal. Un clocher a été construit au-dessus de la partie occidentale de la nef. À l'ouest, l'entrée est précédée d'un porche dont le toit à deux pans est soutenu par deux colonnes ; ce porche est dominé par des fenêtres géminées et cintrées. Horizontalement, les façades sont rythmées par une plinthe et une corniche et, verticalement, par des pilastres. Les fenêtres sont étroites et cintrées.
L'iconostase abrite des icônes de Lazar Stajić, sans doute peintes entre 1806 et 1808. D'autres icônes sont dues à des artistes inconnus de la seconde moitié du XIXe siècle.

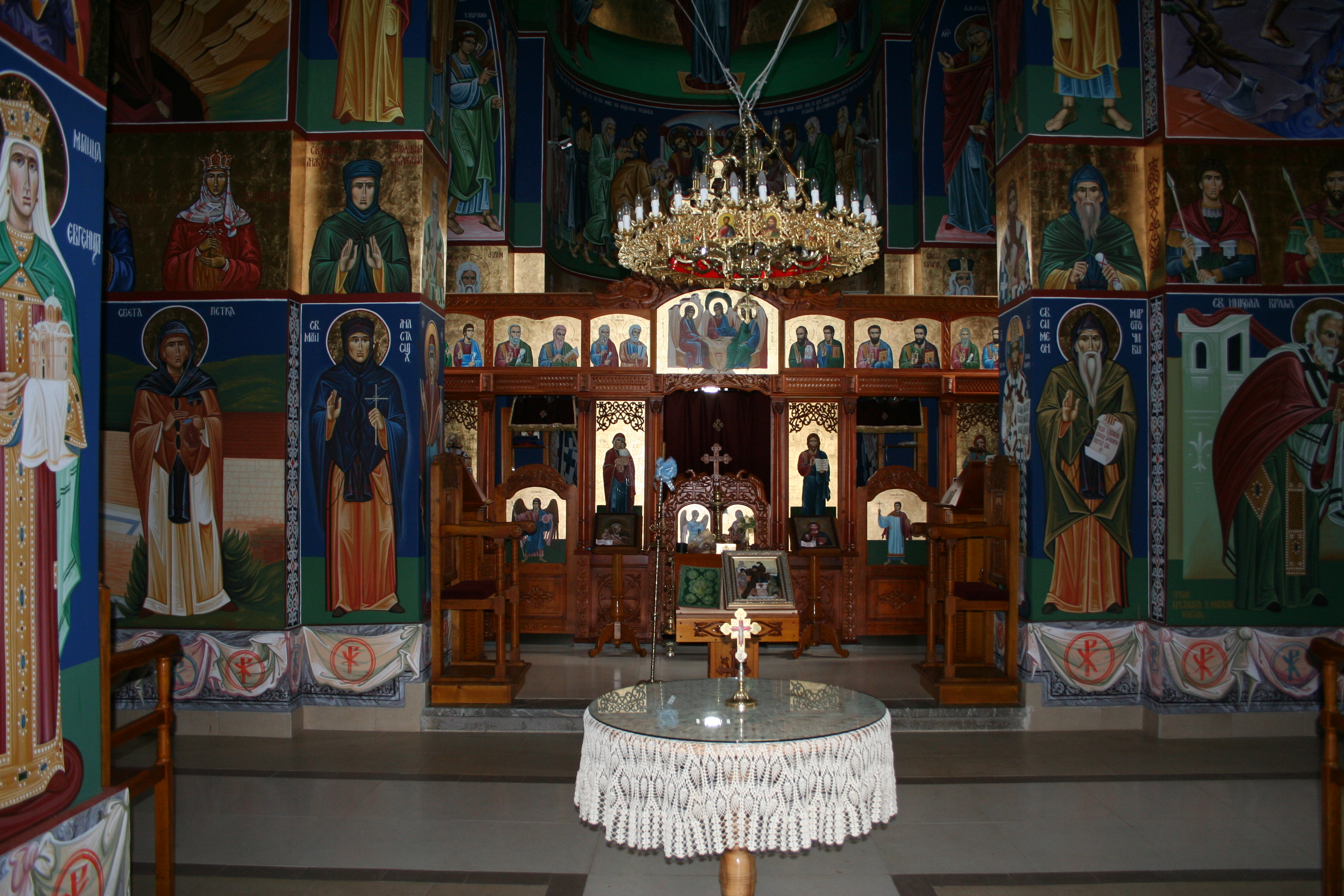
Iconostase et fresques